# 박찬숙 (정치인)
박찬숙(朴贊淑, 1945년 12월 5일 ~ )은 대한민국의 프리랜서 아나운서 출신 정치인으로 제17대 국회의원이다. 본관은 반남이며, 경기도 수원 출신이다. 대한민국 최초 여성 앵커이자 첫 시사토론 프로그램 여성 진행자이다.

## 생애
1945년 경기도 수원에서 태어났다. 1968년 숙명여자대학교 국어국문학과를 학사 학위한 후 같은 해 KBS 1기 공채 아나운서로 언론계에 입문하였으며 1995년 KBS를 퇴사하고 프리랜서를 선언하였다. 이후 1998년 첫 소설집 《사막에서는 날개가 필요하다》를 발간하였다. 이 책에 실린 작품은 표제작을 비롯해 <날개를 찾아서>, <파꽃과 꼬리>, <울타리>, <환원> 등 다섯 작품이고 이 중 <파꽃과 꼬리>는 1992년 동서문학신인상 당선작으로, 박찬숙의 소설 데뷔작이었다.

## 학력
- 1952년 ~ 1958년: 신풍초등학교
- 1952년 ~ 1958년: 수원제일중학교
- 1961년 ~ 1964년: 수원여자고등학교
- 1964년 ~ 1968년: 숙명여자대학교 국문학 학사

## 경력
- 1969년: KBS 1기 공채 아나운서
- 1999년:인하대학교 언론정보학과 겸임교수
- 2004년 4월:대한민국 제17대 국회의원 선거 한나라당 중앙선거대책위원회 부위원장, 홍보위원장
- 2004년 5월 ~ 2008년 5월:제17대 한나라당 국회의원
- 2005년 12월:공공디자인 문화포럼 공동대표
- 2021년 3월: 제10대 한국아나운서클럽 회장

## 상훈
- 1992년:동서문학상 신인상
- 1999년:한국방송대상 앵커상
- 2000년:제16회 서울언론인클럽언론상 특별상
- 2004년:국정감사 NGO 모니터단 우수의원상
- 2006년:바른사회 시민회의 국정감사 우수의원상, 국정감사 NGO 모니터단 우수의원상
- 2007년:코리아 베스트 어워드 올해의 디자인공로상, 국정감사 NGO 모니터단 우수의원상

## 역대 선거 결과
|  | 35.76% |

|  | 46.18% |

|  | 42.67% |